# Вур (приток Диля)
Вур (нидерл. Voer) — небольшая река в Бельгии (Фламандский Брабант), приток реки Диль.
Площадь водосборного бассейна — 50 км². Притоков не имеет.
Вур начинается в Суаньском лесу, в Тервюрене, городе обязанном Вуру своим названием. Дальше по течению Вура расположены Бертем и Лёвен, где Вур впадает в Диль. Высота истока — 80 м над уровнем моря. Высота устья — 24 м над уровнем моря.

## Наводнения
Таяние снегов и выход Вура и Диля из берегов приводили к наводнениям и значительным разрушениям в Лёвене. В 1891 была затоплена примерно треть города, в Большом бегинаже уровень воды доходил до 1,80 м, а на ул. Вирингстраат — до 2,36 м. По заказу города Константин Менье живший тогда в Лёвене, увековечил наводнение на одной из картин. Наводнения случались и позднее: в 1906, 1947, 1986 и 1996 годах, когда Вур затопил парк при замке Аренберг. Сегодня во избежание наводнений перераспределение воды в Вуре осуществляется автоматически.

## Экология
В 1991 году Вур был сильно загрязнён, за исключением верховий; загрязнение увеличивалось по мере приближения к устью. В 1992 ситуация продолжала оставаться проблематичной.
В 2003, в рамках изучения возможности восстановления популяции бобров в Диле и прилегающих водоёмах, было установлено, что из-за загрязнения и низкого качества дна Вур непригоден для этих целей, за исключением верховий в Тервюрене.

## Мельницы
Как на Диле, так и на Вуре располагалось множество мельниц, многие из которых обеспечивали пивоваренную промышленность: в конце XIX века их насчитывалось 23. На Вуре же находились несохранившаяся ныне Het Moleken aan de Kuithoek, упоминающаяся уже в 1383 и позднее использовавшаяся для производства бумаги; Het Voermoleken onder die Borght, также упоминающаяся уже в 1383 и сохранившаяся до 1950-х также известная как de Slypmolen onder die Borcht (для отеса камней); и de Sluismolen у впадения Вура в Диль.
De Sluismolen, возможно одна из старейших лёвенских мельниц---Титс датирует её строительство началом XII века (другие исследователи относят строительство этой мельницы к существенно более позднему периоду, середине XV века). Мельница de Sluismolen сохранилась и сегодня, и считается объектом национального достояния. De IJzermolen была не только мельницей, но и оборонительным сооружением.